# ジーンズメイト
ジーンズメイト（英: JEANS MATE）は、REXTが運営するジーンズを中心に販売する衣料品チェーン店。
本項では、旧・株式会社ジーンズメイトについても記述する。

## 沿革
- 1960年（昭和35年）10月14日 - 資本金430万円で「株式会社西脇被服本店」を設立[1]。
- 1967年（昭和42年） - 「株式会社西脇」に商号変更[1]。
- 1968年（昭和43年） - 東京都中央区日本橋蛎殻町に東京店を開店。卸売専業となる[2]。
- 1972年（昭和47年） - 「株式会社マックス」に商号変更[1]。
- 1978年（昭和53年） - 東京都世田谷区に下北沢店を開店、小売業を開始[2]。
- 1987年（昭和62年）5月 - 小売部門を独立させ「株式会社ジーンズメイト（初代）」を設立[1]。
- 1991年（平成3年）2月 - マックスがジーンズメイト（初代）を吸収合併し、「株式会社ジーンズメイト（2代）」に商号変更[1]。
- 1995年（平成7年） - 株式を店頭登録[1]。
- 1998年（平成10年） - 24時間営業を開始[2]。
- 1999年（平成11年）1月11日 - 東京証券取引所2部に上場[3]。
- 2000年（平成12年）2月1日 - 東京証券取引所1部へ指定替え[4]。
- 2017年（平成29年） - RIZAPグループの連結子会社となる[2]。
- 2021年（令和3年）
  - 3月30日 - 東京証券取引所1部上場廃止。
  - 4月1日 - ワンダーコーポレーション、HAPiNSと経営統合を実施すると同時に、3社の共同株式移転により設立された「REXT株式会社（初代）」の完全子会社となる[5]。
- 2022年（令和4年）
  - 5月27日 - ワンダーコーポレーションがREXT（初代）を吸収合併[6]。
  - 6月1日 - ワンダーコーポレーション、HAPiNSの事業運営機能を吸収分割により承継。またワンダーコーポレーションは株式会社ジーンズメイト、HAPiNSの管理機能を吸収分割により承継した[7]。
  - 6月9日 - 株式会社ジーンズメイトが「REXT株式会社（2代）」に商号変更[8]。同日、株式会社ワンダーコーポレーションはREXT Holdings株式会社に商号変更[6]。

## 店舗
2024年現在、首都圏1都3県（東京都、神奈川県、千葉県、埼玉県）を中心に展開し、群馬県、愛知県でも店舗を展開する。
現行店舗の詳細は、ジーンズメイト公式サイト「SHOP」を参照。